# Яремченко Валерій Іванович
Валерій Іванович Яремченко (нар. 15 серпня 1947, Кривий Ріг, УРСР) — колишній український радянський футболіст, більшу частину кар'єри гравця провів у донецькому «Шахтарі». Український футбольний тренер.

## Життєпис
26 листопада 2010 року призначений головним тренером маріупольського «Іллічівця», де пропрацював до жовтня 2011 року.
6 червня 2016 року очолив львівські «Карпати», але вже 17 червня залишив команду.

## Статистика виступів за «Шахтар»
| Клуб     | Сезон  | Чемпіонат | Чемпіонат | Кубок | Кубок | Єврокубки | Єврокубки | Всього | Всього |
| Клуб     | Сезон  | Ігри      | Голи      | Ігри  | Голи  | Ігри      | Голи      | Ігри   | Голи   |
| -------- | ------ | --------- | --------- | ----- | ----- | --------- | --------- | ------ | ------ |
| Шахтар   |        |           |           |       |       |           |           |        |        |
| 1966     | 2      | 0         | -         | -     | -     | -         | 2         | 0      |        |
| 1967     | -      | -         | -         | -     | -     | -         | -         | -      |        |
| 1968     | 28     | 2         | 3         | 1     | -     | -         | 31        | 3      |        |
| 1969     | 20     | 4         | -         | -     | -     | -         | 20        | 4      |        |
| 1970     | 28     | 5         | -         | -     | -     | -         | 28        | 5      |        |
| 1971     | 27     | 9         | 3         | 1     | -     | -         | 30        | 10     |        |
| 1972     | 31     | 2         | -         | -     | -     | -         | 31        | 2      |        |
| 1973     | 27     | 0         | 3         | 0     | -     | -         | 30        | 0      |        |
| 1974     | 27     | 1         | 7         | 0     | -     | -         | 34        | 1      |        |
| 1975     | 25     | 1         | 1         | 0     | -     | -         | 26        | 1      |        |
| 1976 (в) | 15     | 1         | 4         | 0     | -     | -         | 19        | 1      |        |
| 1976 (о) | 12     | 1         | -         | -     | 6     | 0         | 18        | 1      |        |
| 1977     | 28     | 0         | 3         | 0     | -     | -         | 31        | 0      |        |
| 1978     | 27     | 0         | 8         | 1     | 2     | 0         | 38        | 1      |        |
| Всього   | Всього | 297       | 26        | 32    | 3     | 8         | 0         | 337    | 29     |

## Досягнення

### Клубні
- Віце-чемпіон СРСР: 1975
- Бронзовий призер чемпіонату СРСР: 1978
- Фіналіст Кубка СРСР: 1978

### Тренерські
- Переможець Середземноморських ігор: 1987
- Віце-чемпіон України: 1994
- Володар Кубка України: 1997

### Особисті
- 4 рази включений у список 33 найкращих гравців СРСР: 1980, 1981, 1982, 1989.

### Відзнаки
- Майстер спорту СРСР з 1968
- Заслужений тренер України